# 시티 히트
《시티 히트》(영어: City Heat)는 미국에서 제작된 리처드 벤저민 감독의 1984년 버디 범죄 코미디 영화이다. 클린트 이스트우드 등이 출연하였고, 프리츠 매너스 등이 제작에 참여하였다.

## 출연진
- 클린트 이스트우드
- 버트 레이놀즈
- 제인 알렉산더
- 매들린 칸
- 립 톤
- 보 스타
- 아이린 캐라
- 리처드 라운트리
- 토니 로비앙코
- 윌리엄 샌더슨
- 니컬러스 워스
- 로버트 다비
- 아트 러플루어
- 잭 낸스
- 태브 새커

## 기타 제작진
- 미술: 에드워드 C. 카패그노